# Franciszek Czacki
Franciszek Czacki herbu Świnka (ur. 1727 – zm. 13 lutego 1787 w Porycku) – strażnik wielki koronny od 1766, konsyliarz konfederacji barskiej z województwa bełskiego, starosta nowogrodzki, pułkownik pułku Ordynacji Ostrogskiej.
Drugi syn Michała Czackiego - kasztelana wołyńskiego, brat Szczęsnego Czackiego, stryj Tadeusza Czackiego. Posiadacz klucza kulikowskiego oraz Boremla na Wołyniu. 
Poseł na sejmy w 1744, 1746, 1758, 1764. Deputat na Trybunał Skarbowy Koronny w 1749. Przeciwnik reform Familii Czartoryskich. Poseł województwa czernihowskiego na sejm konwokacyjny 1764 roku. 9 maja 1764 podpisał manifest protestacyjny i wyjechał z Warszawy.  W 1764 roku podpisał elekcję Stanisława Augusta Poniatowskiego z województwa wołyńskiego. Poseł na sejm 1766 roku z województwa czernihowskiego.
W wolnym od wojsk rosyjskich Gdańsku przebywał wraz z rodziną i synami brata w latach 1768 - 1773 r. Spotykał się tam m.in. z malarzem i rysownikiem Danielem Chodowieckim, który  uwiecznił go w 1773 r. na rysunku zatytułowanym Szlachcic Polski.
1 grudnia 1781 r. wystawnie podejmował w nowo zbudowanym w Boremlu pałacu jadącego z Kamieńca króla Stanisława Augusta Poniatowskiego, u którego wyjednał przywileje dla swojego miasteczka. 
W 1766 odznaczony Orderem Świętego Stanisława, w 1780 został kawalerem Orderu Orła Białego.